# Auetö
Auetö (Aweti, Aueti, Auêtê), pleme Tupian Indijanaca iz brazilske države Mato Grosso, danas na rezervatu Parque Indígena do Xingu (municipij Gaúcha do Norte). Kraj što ga naseljavaju nalazi se uz rijeku Tuatuari, gdje ih je ostalo oko 100 u novom tisućljeću. U kontakt s Europljanima dolaze kraju 1800-tih godina. Broj im ubrzo počinje opadati, da bi 1954. iznosio svega 24. Stvaranjem Nacionalnog parka Xingu, pomalo se oporavljaju. Njihov jezik sedamdesetih godina počela je proučavati brazilska lingvistkinja Ruth Monserrat. Neki Aweti bilingualni su i u jeziku kamayura. Bave se lovom, ribolovom, sakupljanjem i uzgojem kukuruza i manioke. Ppćine na kojima žive su: São Félix do Araguaia, Marcelândia, Paranatinga, Canarana, Querência, São José do Xingu, União do Sul, Nova Ubiratã, Gaúcha do Norte i Feliz Natal.

## Vanjske poveznice
- Aweti  Arhivirana inačica izvorne stranice od 29. rujna 2006. (Wayback Machine)
- Aweti Do Brasil
- Aweti